# Procurador da Fazenda Nacional
O Procurador da Fazenda Nacional é o membro da Advocacia-Geral da União , vinculado à Procuradoria-Geral da Fazenda Nacional , ao qual é atribuída a função de representação jurídica da União e da República Federativa do Brasil, e consultoria e assessoramento jurídicos do Ministério da Economia, em assuntos referentes a Direito Tributário, Financeiro e Econômico, nos termos da legislação vigente. 

## Cargo
O cargo de Procurador da Fazenda Nacional é acessível mediante concurso público de provas e títulos, com a participação da Ordem dos Advogados do Brasil em todas as fases, exigindo-se do bacharel em direito, no mínimo, 2 (dois) anos de atividade jurídica e obedecendo-se, nas nomeações, à ordem de classificação. A carreira é dividida em três categorias: Procuradores da Fazenda Nacional de 2ª Categoria (inicial), Procuradores da Fazenda Nacional de 1ª Categoria (intermediária) e Procuradores da Fazenda Nacional de Categoria Especial (final), conforme o art. 20 da Lei Complementar nº 73, de 10 de fevereiro de 1993.
A remuneração do Procurador da Fazenda Nacional e dos demais membros da Advocacia-Geral da União é instituída, pela lei, em duas parcelas cumulativas: uma por subsídio, oriunda dos cofres públicos; e outra por honorários advocatícios, advinda da sucumbência nas causas judiciais em que forem parte a União, as autarquias e as fundações públicas federais. Quanto ao subsídio, a Lei nº 13.327, de 29 de julho de 2016, fixou-o em R$ 27.303,70 para a Categoria Especial, R$ 24.146,60 para a 1ª Categoria e R$ 21.014,49 para a 2ª Categoria. Os honorários, por sua vez, são acrescidos ao valor do subsídio e percebidos em quantias relativamente variáveis, sendo pagos aos membros da Advocacia-Geral da União de forma progressiva e crescente, nos três primeiros anos de carreira. Destaque-se que desde a Lei de Diretrizes Orçamentárias de 2019 os honorários se encontram sujeitos ao teto remuneratório do serviço público, o que foi corroborado pelo Supremo Tribunal Federal na oportunidade da Ação Direta de Inconstitucionalidade nº 6053, quando o tribunal reconheceu a constitucionalidade de seu recebimento.

## Atribuições
Compete ao Procurador da Fazenda Nacional, em síntese, realizar a fiscalização jurídica e de legalidade da União no que diz respeito aos assuntos fiscais, bem como representar o Estado Brasileiro em matéria fiscal, o que acaba por incluir a cobrança administrativa e judicial da Dívida Ativa da União. Assim, a função é conhecida pela forte atuação no âmbito do compliance, no combate à corrupção e na repressão à lavagem de dinheiro, ao truste, à evasão de divisas e à sonegação.        
Sua atuação se estende desde a fiscalização dos atos e contratos de atribuição do Ministério da Fazenda até a representação jurídica do país frente a organismos internacionais (como o Fundo Monetário Internacional), a cobrança judicial e extrajudicial da dívida ativa da União (DAU) e a defesa administrativa e judicial da União e seus órgãos em causas fiscais, como   a Secretaria da Receita Federal do Brasil .        
Conforme os artigos 12 e 13 da Lei Complementar nº 73, de 10 de fevereiro de 1993, bem como o Decreto-Lei nº 147, de 3 de fevereiro de 1967 e o Regimento Interno da Procuradoria-Geral da Fazenda Nacional - RIPGFN , compete à Procuradoria-Geral da Fazenda Nacional, dentre outras atribuições:        
- examinar previamente a legalidade dos contratos, acordos, ajustes e convênios que interessem ao Ministério da Fazenda, inclusive os referentes à dívida pública externa, e promover a respectiva rescisão por via administrativa ou judicial;
- negociar os acordos bilaterais em âmbito internacional, emitir pareceres e preparar os expedientes relativos aos créditos externos da República Federativa do Brasil;
- examinar a legalidade e negociar os contratos decorrentes das Atas de Entendimentos resultantes do comitê informal do chamado "Clube de Paris", que sejam de interesse da República Federativa do Brasil;
- representar a Fazenda Nacional no Conselho Administrativo de Recursos Fiscais - CARF, no Conselho Superior do Sistema Financeiro Nacional, no Conselho de Recursos do Sistema Nacional de Seguros Privados, de Previdência Privada Aberta e Capitalização (CRSNSP), no Conselho de Controle de Atividades Financeiras (COAF), no Conselho Curador do Fundo de Compensação de Variações Salariais (CCFCVS), no Comitê de Recursos do Seguro Habitacional do Sistema Financeiro de Habitação (CRSFH) e noutros órgãos de deliberação coletiva, conforme o prevejam as leis e regulamentos;
- prestar consultoria à Secretaria de Acompanhamento Econômico - SEAE, quanto à normatização de concentrações e conglomerados de agentes econômicos, bem como em relação à fiscalização da regulação do mercado pelo Estado, no âmbito do Sistema Brasileiro de Defesa da Concorrência - SBDC, ao lado do Conselho Administrativo de Defesa Econômica - CADE;
- representar a União nas Assembleias Gerais das sociedades de economia mista e em outras entidades de cujo capital o Tesouro Nacional participe;
- as atividades de consultoria e assessoramento jurídicos no âmbito do Ministério da Fazenda e seus órgãos autônomos e entes tutelados;
- elaborar, examinar e rever projetos de leis, de medidas provisórias, de decretos e demais atos normativos envolvendo matéria financeira, tais como dívida pública, crédito em todas as suas modalidades, orçamento público, programas governamentais de fomento, subvenções, fundos públicos e privados, seguros privados, seguro de crédito à exportação, previdência privada aberta, capitalização, preços públicos, tarifas, títulos públicos e privados, mercado de capitais, valores mobiliários, câmbio, Sistema Financeiro Nacional, sigilo bancário, ordem econômica e financeira, concorrência, lavagem de dinheiro, dentre outras;
- apurar a liquidez e certeza da dívida ativa da União de natureza tributária ou não tributária, inscrevendo-a para fins de cobrança, amigável ou judicial.

Em relação à sua atuação no âmbito judicial, cabe ao Procurador da Fazenda Nacional representar a União nas causas de natureza fiscal. Oficia frente à Justiça Federal, Justiça do Trabalho, Justiça Eleitoral e Justiça Estadual. São consideradas causas de natureza fiscal as relativas a:
- tributos de competência da União, inclusive infrações à legislação tributária;
- empréstimos compulsórios;
- apreensão de mercadorias, nacionais ou estrangeiras;
- decisões de órgãos do contencioso administrativo fiscal;
- benefícios e isenções fiscais;
- créditos e estímulos fiscais à exportação;
- responsabilidade tributária de transportadores e agentes marítimos;
- incidentes processuais suscitados em ações de natureza fiscal;
- execução judicial de qualquer valor inscrito em dívida ativa da União (DAU)[7].

## Prerrogativas
Dentre outras, são prerrogativas do Procurador da Fazenda Nacional, enquanto membro da Advocacia-Geral da União :
- requisitar às autoridades policiais auxílio para sua própria proteção e para a proteção de testemunhas, de patrimônio e de instalações federais;
- ter o mesmo tratamento reservado aos membros de poderes e demais titulares dos cargos das funções essenciais à justiça;
- somente ser preso em flagrante por crime inafiançável, caso em que a autoridade policial lavrará o auto respectivo e fará imediata comunicação ao juízo competente e ao Advogado-Geral da União, sob pena de nulidade;
- comunicação imediata ao Advogado-Geral da União de indícios de prática de infração penal;
- ser recolhido a prisão especial ou a sala especial de Estado Maior, com direito a privacidade;
- ser recolhido em dependência separada em estabelecimento de cumprimento de pena após sentença condenatória transitada em julgado;
- não ser preso ou responsabilizado pelo descumprimento de determinação judicial no exercício de suas funções;
- ter ingresso e trânsito livres, em razão de serviço, em qualquer recinto ou órgão público, sendo-lhe exigida somente a apresentação da carteira de identidade funcional;
- exercer a advocacia institucional em processo judicial ou administrativo, em qualquer localidade ou unidade da Federação;
- usar as insígnias privativas do cargo;
- ter suas faltas apuradas exclusivamente pelos respectivos órgãos correicionais ou disciplinares da Advocacia-Geral da União;
- receber intimação pessoalmente, mediante carga ou remessa dos autos, em qualquer processo e grau de jurisdição, nos feitos em que tiver que oficiar, admitido o encaminhamento eletrônico na forma de lei;
- ser ouvido, como testemunha, em dia, hora e local previamente ajustados com o magistrado ou a autoridade competente.